# Callipallene tridens
Callipallene tridens är en havsspindelart som beskrevs av Nakamura, K. och C.A. Child 1988. Callipallene tridens ingår i släktet Callipallene och familjen Callipallenidae. Inga underarter finns listade.